# Moritz Hauptmann
Moritz Hauptmann   (Dresden, 13 d'octubre de 1792 - Leipzig, 3 de gener de 1868) va ser un teòric musical, professor i compositor alemany. El seu treball teòric principal és el Die Natur der Harmonie und der Metrik de 1853 que explora nombrosos temes, en particular la filosofia de la música.

## Biografia
Fill d'un arquitecte, se li va destinar a la mateixa professió de constructor, però ell va abraçar decididament la música, partint a Gotha per estudiar violí amb Spohr. Ja el 1812 va entrar de violinista a la Capella Reial de Dresden. El 1814 i 1815 va viure a Praga i Viena, i des del 1815 fins al 1820 va ser professor particular de música a casa del príncep rus Repnin. Tornat a Alemanya el 1820, va entrar el 1822 a la Capella de Palau de Cassel. El 1842, per recomanació de Spohr i Mendelssohn, va ser nomenat chantre de la Thomaschule de Leipzig, i un any després primer professor de teoria musical del Conservatori de la mateixa ciutat, recent fundat.
El 1843 dirigia la revista Allgemeine Musikalische Zeitung, però no va aconseguir habituar-se a aquest treball. Com a professor va adquirir gran reputació, i el Conservatori de Leipzig li va deure en gran part el crèdit que va assolir com a institut d'ensenyament musical.
Entre les seves composicions (que es distingeixen per la regularitat de la contextura arquitectònica, la puresa de la frase i la naturalitat en el moviment de les veus), destaquen els motetes, dues misses, un ofertori, una Salve regina, cants corals per a veus mixtes, alguns duets, sonates, sonatines per a piano i violí, etc., i l'òpera Mathilde (Cassel, 1826).
Els seus treballs de teoria musical van ser molt apreciats, especialment Die Natur derHarmonik und Metrik (Leipzig, 1853; 2ª. ed. 1873), en què afirma que les dues harmonies, més gran i més petita, no són més que la imatge invertida l'una de l'altra.
Són de gran importància moltes observacions pròpies expressades en aquesta obra, com també els seus petits treballs titulats Erlänterlungen zu J. S. Bach Kunst der Fuge; Ueber die Beantwortung des Fugenthemas i altres, que inserí en revistes professionals.
Després de la seva mort es publicaren les seves obres Die Lehre von derHarmonik (Leipzig, 1868), i Opuscula (Leipzig,1874).